# Замок Гродзец
Замок Гродзец (пол. Zamek Grodziec, нем. Gröditzburg) — позднеготический замок, расположенный вблизи села Гродзец в гмине Загродно Злоторыйского повята Нижнесилезского воеводства в Польше. Замок расположен на одноимённом холме на высоте 389 м над уровнем моря.

## История

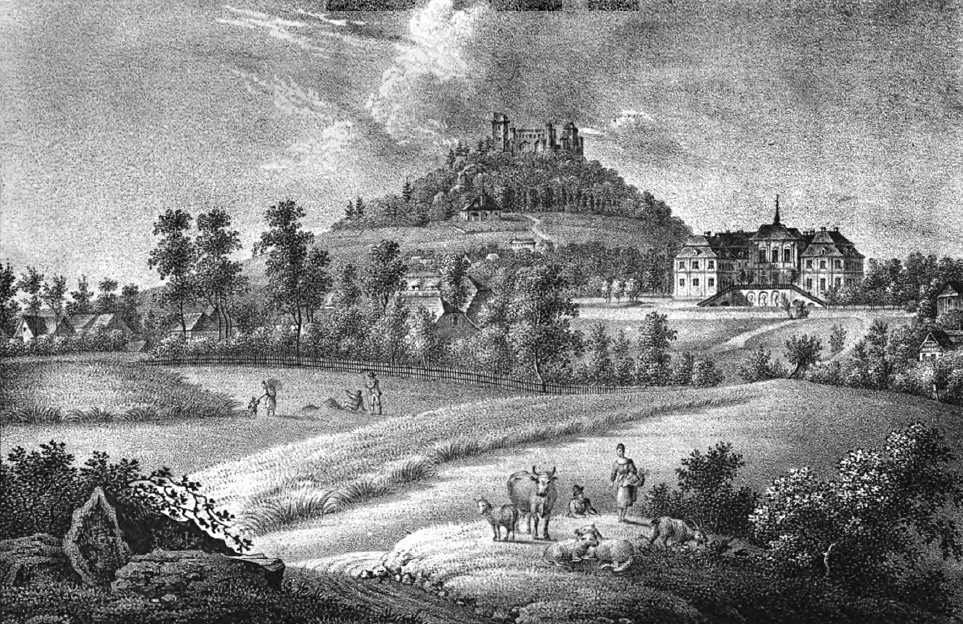
Замок около 1825 года

Первое упоминание о средневековый замок датируется 1155 годом. В то время здесь размещалось укрепление западнославянского племени бобрян. В 1175 году Гродзец вместе с замком был собственностью князя Болеслава I Долговязого. Следующим владельцем замка стал свидницко-князь яворский Болеслав I Опольский, который перестраивал замок в 1296—1301 годах. Последующими владельцами замок были: князь Болеслав III Расточительный, рыцарю Будзивую из Недзведзиц и Хойнува, легницким князьям Фридриху I и Фридриху II. В тот период замок был в очередной раз перестроен с использованием камня в качестве основного строительного материала. Тогдашний замок был возведён в форме шестиугольника с башнями по углам и четырёхгранным донжоном в центре. В начале XVI века на северо-западной стороне замка был построен новый дом, так называемые палаты. С 1522 по 1524 годы произошло ещё одно расширение замка в ренессансном стиле, при этом с северной и южной его сторон были возведены ещё две башни. Работами в то время руководил Венделин Роскопф из Згожельца. Во второй половине XVI века владельцем Гродзца был Леонард фон Скопп, а после — Генрих XI Глоговский.
Во время 30-летней войны, в сентябре 1633 года, значительная часть замка была уничтожена пожаром, после этого замок всё больше приходил в упадок. В 1633—1672 годах были осуществлены попытки его частичного ремонта. В 1675 году замок стал собственностью императора Леопольда I, который через 5 лет передал ему в распоряжение графу Вальтеру фон Галласу. Следующим владельцем замка в 1700 году стал барон Ганс фон Франкенберг, а в 1749 году фельдмаршал граф Фридрих Леопольд фон Гесслер. С 1800 года владельцем замка был граф Ганс Генрих VI фон Хохберг из Ксёнжа и Мерошува. При нём в замке были проведены ремонтные работы. Среди прочего, была восстановлена часть палат, некоторые залы наполнены достопримечательностями и открыты для посещения туристами. В то время замок был одной из первых в Европе памятников, специально приспособленных к туристическим целям. В 1823 году замок оказался в собственности Вильгельма Христиана Бенеке из Берлина.
В 1899 году имение приобрел Виллибальд фон Дирксен. После нобилитации на шляхтича, он решил восстановить замок, в связи с чем в 1906 году заказал исследования и подготоку проекта у архитектора Бодо Ебхардта, который реализовывал его в течение следующих двух лет. По итогам исследований было принято решение не проводить реконструкцию всего здания. В виде постоянной руины были законсервированы донжон, юго-восточные стены вместе с соседней застройкой, а также остатки объектов, расположенных на нижнем замке. Первые консервационные работы были осуществлены в палатах, в частности их покрыто новой крышей. Хотя первоначально кровля была двускатной, Бодо Ебхардт принял решение восстановить её в четырёхскатной форме. Полностью были отстроены замковые ворота и стены по периметру с галереями.
Последний владелец замка, Герберт фон Дирксен, был известным нацистским политиком и доверенным соратником Гитлера, и часто бывал в замке в 1939—1945 годах. В 1945 году в замке содержались экспонаты из вроцлавских музеев и с Берлинской государственной библиотеки.
В 1960-х годах XX века, замок принадлежал уездном староству в Злоторыи, а в 1978 году стал собственностью гмины Злоторыя. В 2004—2005 годах замок стал местом съёмок шведских, французских, бельгийских и российских фильмов.

## Архитектура
В наше время комплекс состоит из верхнего замка и предзамка размерами 270х140 метров. Застройка верхнего замка образует шестиугольник неправильной формы, доминирующими элементами которого являются: главный дворец (так называемые палаты), северная башня и мощный донжон на южной стороне. Палаты являются одной из немногих сохранившихся княжеских резиденций в Силезии. Характерной для них является различная толщина стен: 5 метров у основания и 2 метра на первом этаже. Донжон построен в форме квадрата с основанием 16 метров, высотой более 26 метров и имеет шесть уровней. Вторая, меньшая башня, называется «Старой». Её венчает четырёхскатная крыша, под которой расположена оборонительная галерея с прямоугольным кренеляжом и отверстиями для стрельбы. Сообщения между башнями и палатами происходило через деревянные террасы и галереи, построенные на стенах. Защита усиливается за счет выдвинутых бастей и капониров. В дополнение к этому, безопасность замка обеспечивает фланкированный башенками предзамок.
Главный замок состоит из двух уровней. На нижнем находится резервуар с питьевой водой и подвалы, в которых раньше была пивная зала, кладовая и столовая для слуг. На партере когда-то были комнаты для гостей, но после реконструкции здесь была обустроена корчма для путешественников и кухню. На этом уровне также есть две залы:
- большая, называемая «Большая Зала»,
- меньшая, с готическим камином, украшенная существами, похожими на львов.

Первый и второй этажи выполняли жилые функции, о чём свидетельствуют оконные проемы, ранее украшенные витражами. В северной части второго этажа находится часовня, а рядом с ней — «Рыцарская зала» (наиболее репрезентационная зала в замке). Из этой залы готические порталы ведут в соседние комнаты. В них раньше были комнаты княгини и её двора. Самый высокий уровень дворца занимает пустая оборонительная галерея.

## Галерея

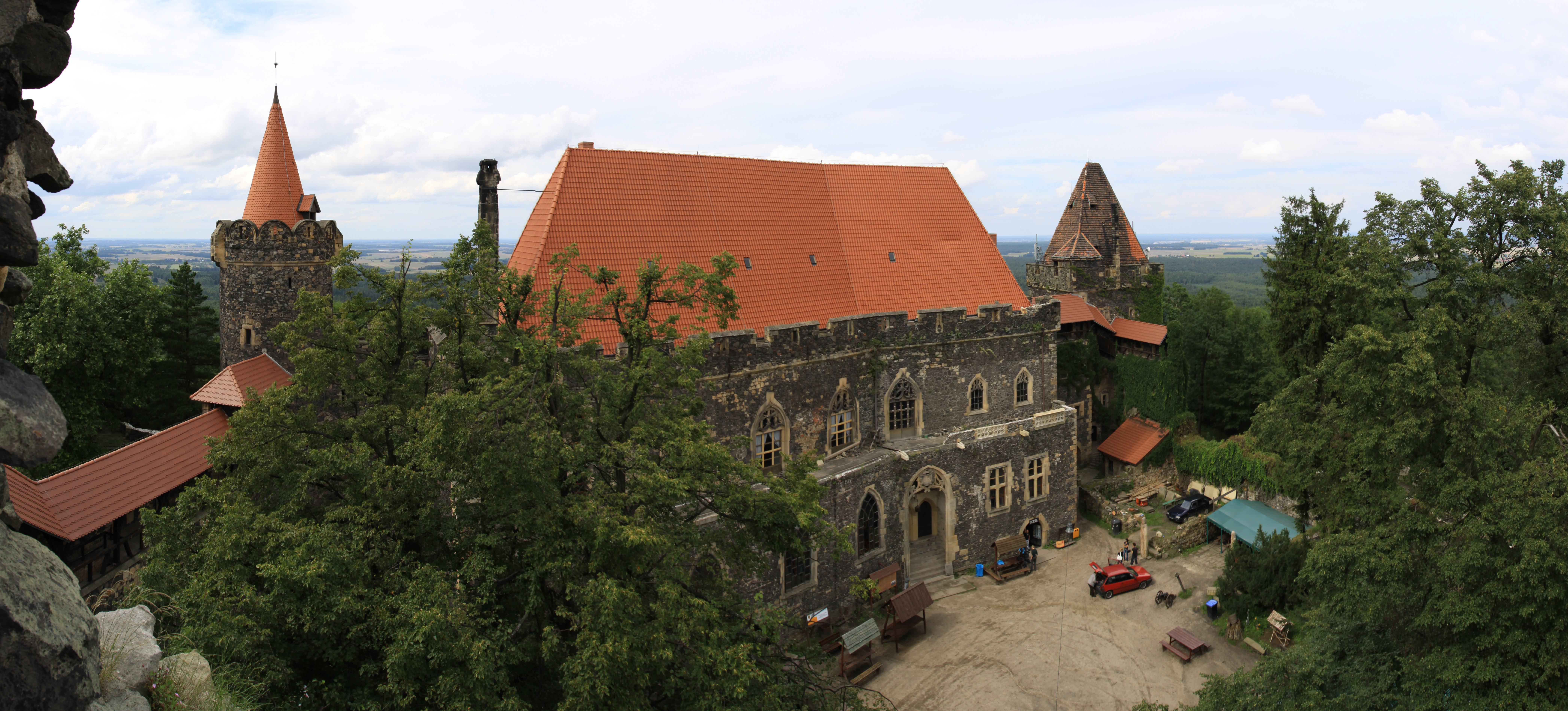
Замковые палаты
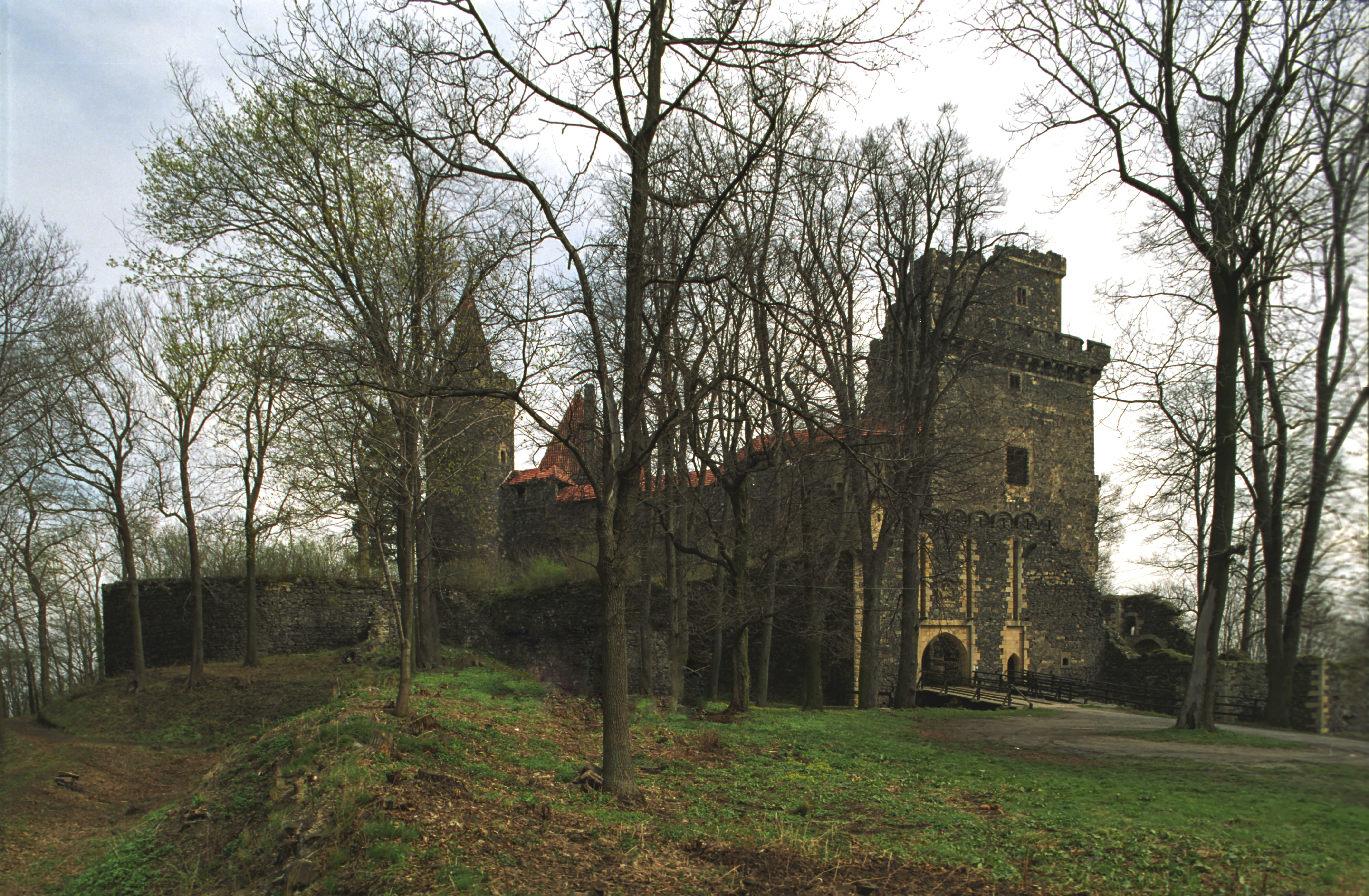
Вид замка
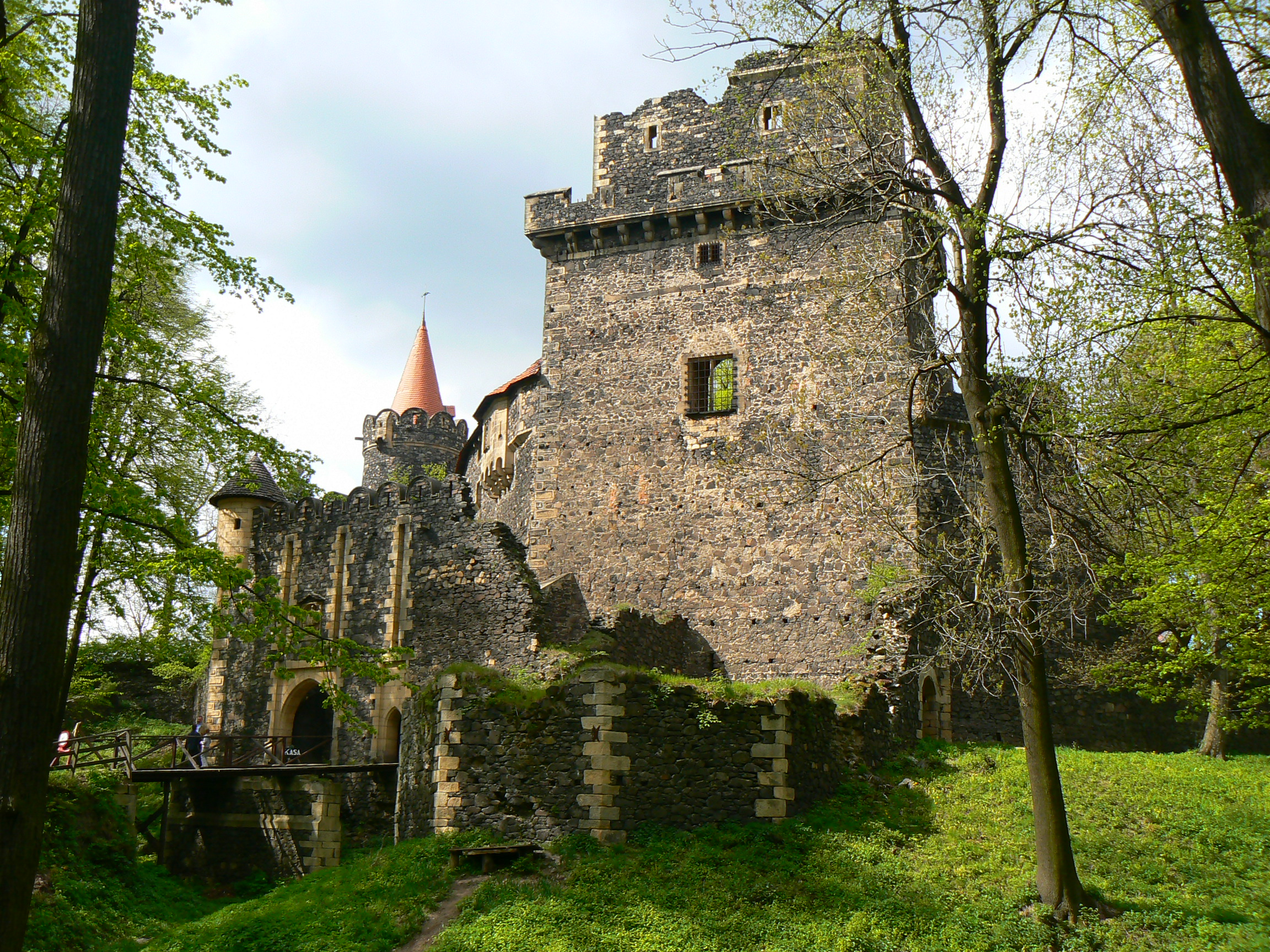
Панорама замка
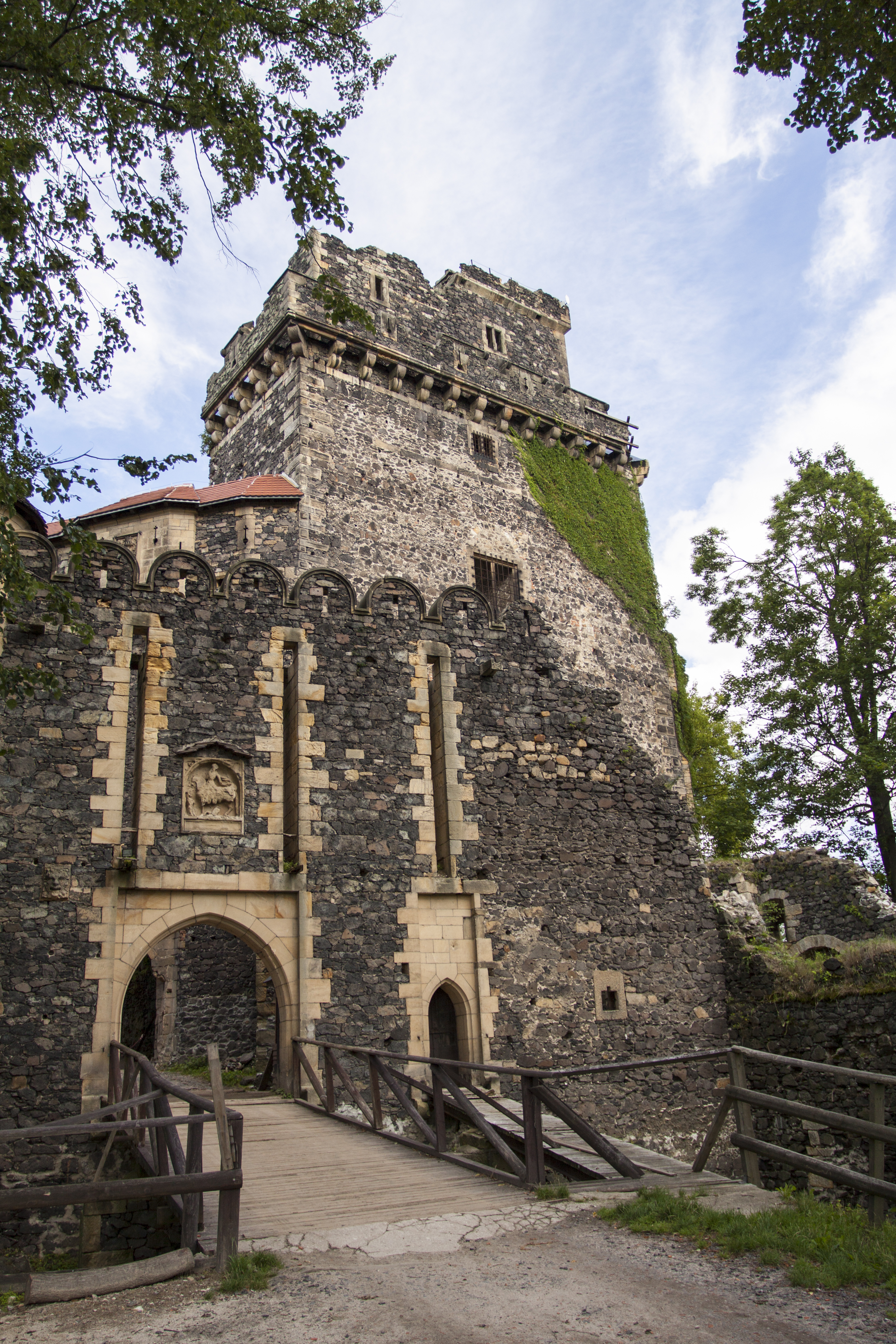
Замковая брама
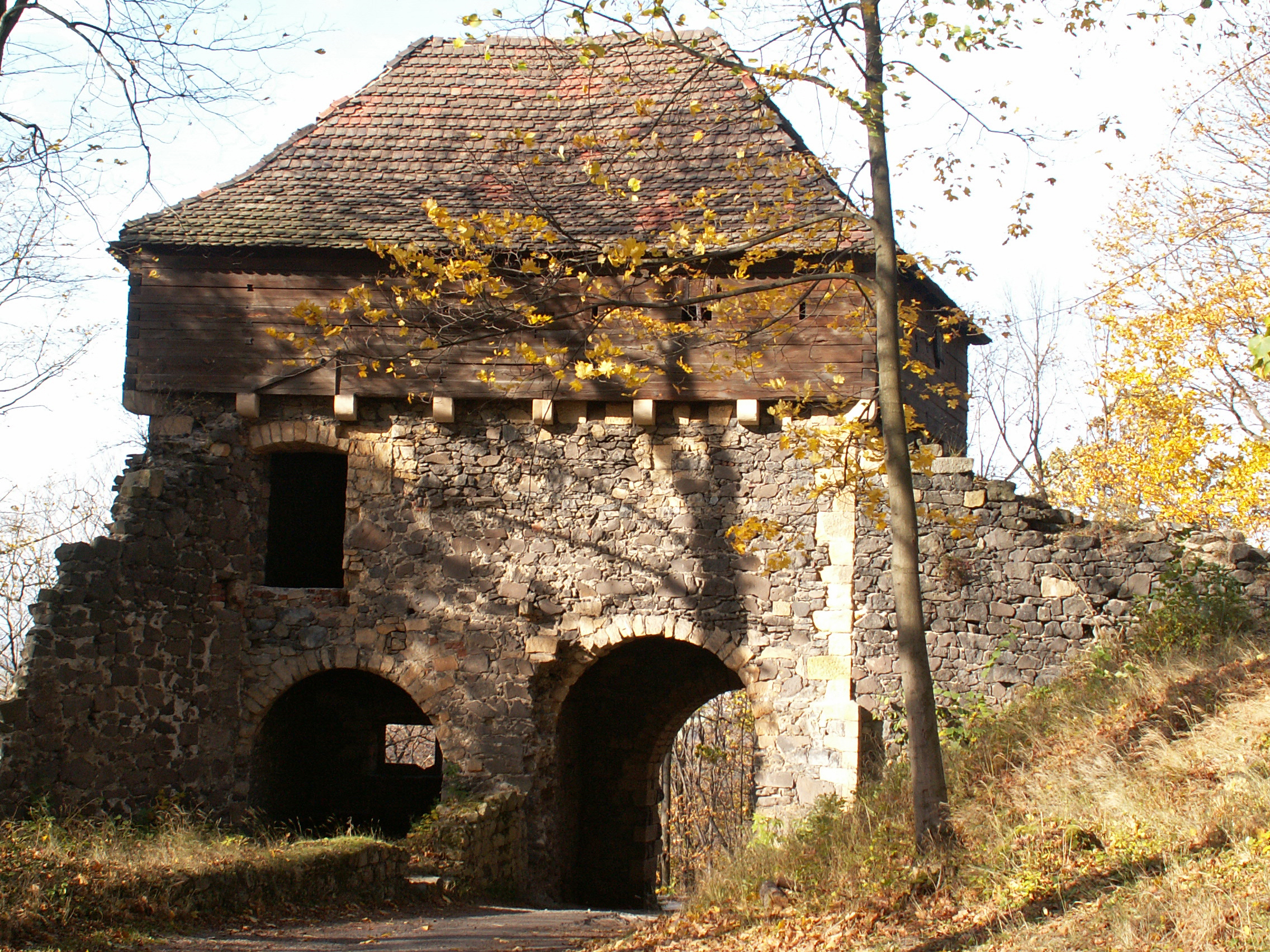
Первые врата
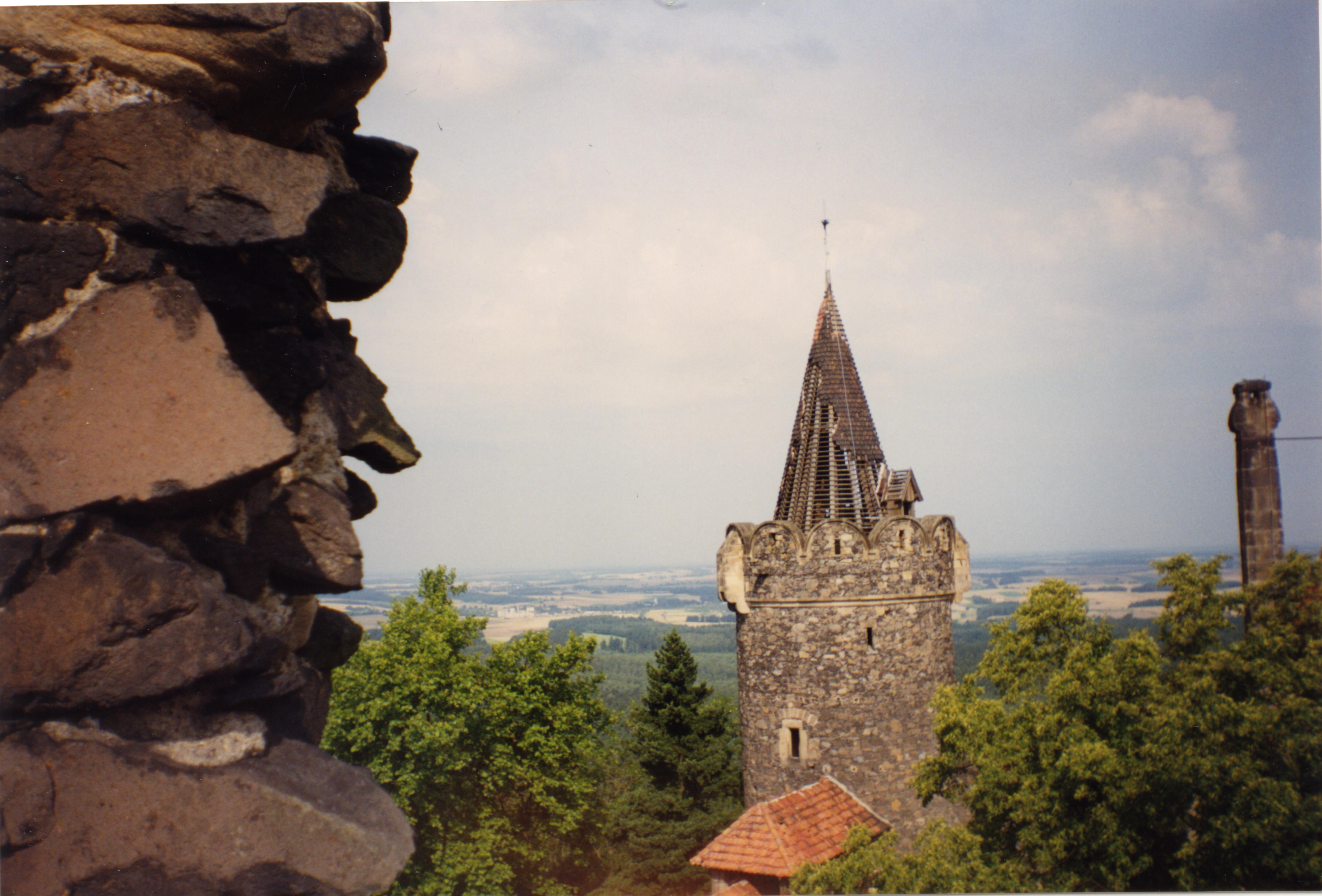
Вид с обзорной башни
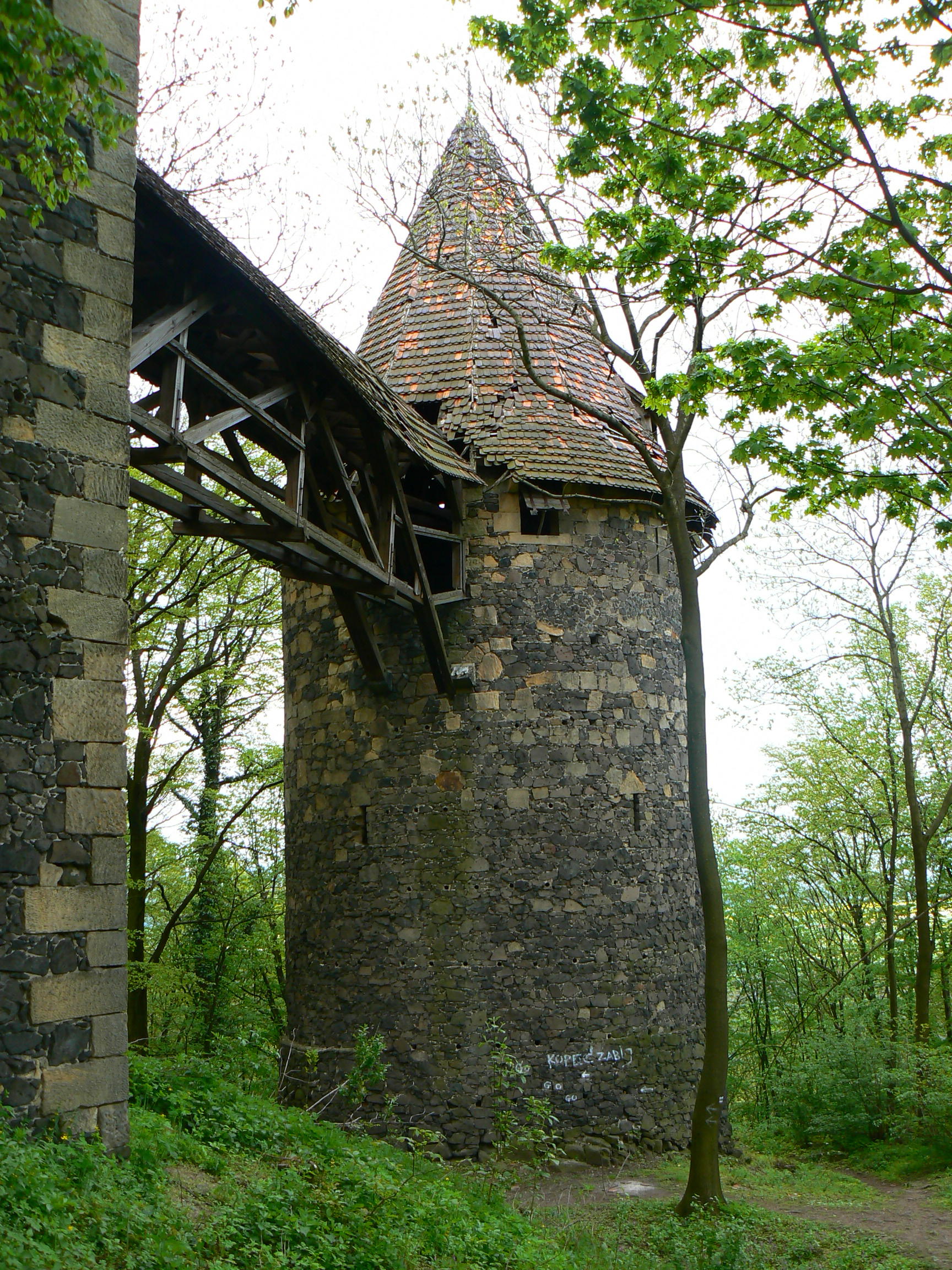
Башня замка
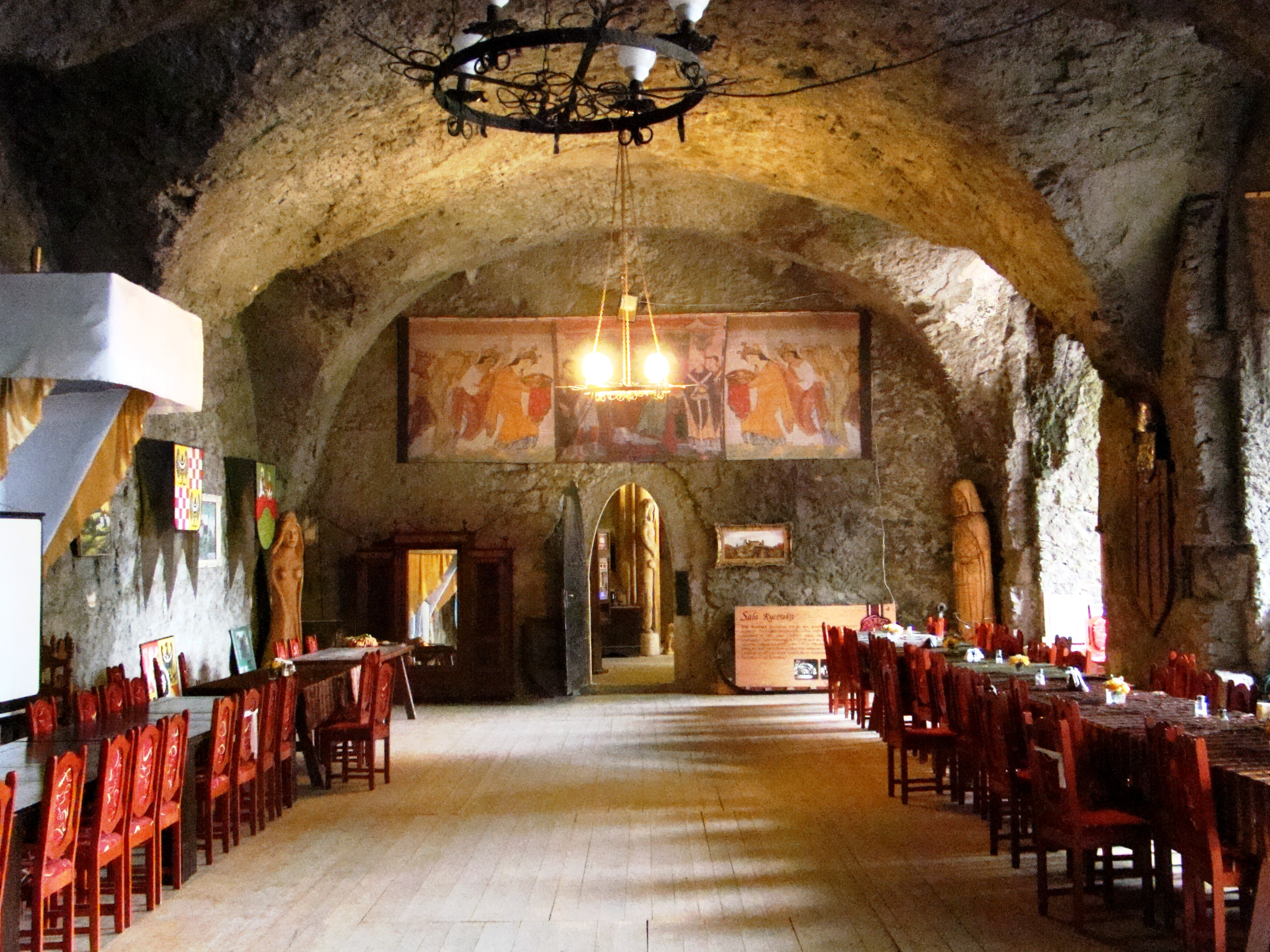
Зал замка